# Jeffrey Ptak
Jeffrey Benjamin Ptak (Hamburg, 11 novembre 1979) è un pallavolista statunitense.
Gioca nel ruolo di ed opposto nel Team Pineapple.

## Carriera

### Club
La carriera di Jeffrey Ptak, anche noto come Jeff Ptak, inizia quando entra a far parte della squadra di pallavolo maschile della IPFW: vi gioca dal 1999 al 2003, prendendo parte alla NCAA Division I, raggiungendo la Final four durante il suo freshman year.
Nella stagione 2004 inizia la carriera professionistica, giocando nella Liga de Voleibol Superior Masculino coi Leones de Ponce. Dopo aver vestito la maglia della Stilcasa Taviano, club della Serie A2 italiana nel campionato 2004-05, torna a giocare a Porto Rico per i Plataneros de Corozal nel campionato 2005, franchigia con cui gioca anche il campionato successivo; giocandosi il campionato portoricano in estate, dall'autunno alla primavera può così prendere parte parallelamente alla Serie A cipriota con l'Omonia: pur non vincendo alcun titolo, viene premiato come MVP in entrambe le annate a Cipro.
Nella stagione 2007 è ancora una volta in Porto Rico, questa volta vestendo la maglia degli Indios de Mayagüez, ricevendo il premio di MVP della regular season. In seguito firma per il campionato 2008-09 nella Superliga brasiliana con la formazione dell'Unisul, che tuttavia deve lasciare dopo un breve periodo a causa di un infortunio, che lo costringe ad un lungo periodo di inattività.
Ritorna in campo firmando con il Busaiteen, formazione del Bahrein in cui gioca due annate. Dopo un campionato negli Emirati Arabi Uniti con l'Al-Jazira, torna brevemente in Bahrein per giocare nell'Al-Najma, prima di tornare nel campionato 2012-13 agli Indios de Mayagüez; terminata la breve stagione portoricana, firma col Groznyj, club della Superliga russa col quale gioca la seconda parte di stagione. In seguito torna nuovamente in un club dove ha già giocato precedentemente, il Busaiteen.
Nella stagione 2015 fa ancora ritorno nella Liga de Voleibol Superior Masculino, vestendo questa volta la maglia dei Caribes de San Sebastián, premiato nuovamente come MVP della regular season ed inserito nello All-Star Team. Nel 2016 ritorna in Bahrein, questa volta con l'Al-Nasr. Nella stagione seguente torna ai Caribes de San Sebastián.
Gioca nuovamente in patria, disputando la NVA 2018 con il Team Pineapple, aggiudicandosi lo scudetto e venendo premiato come miglior opposto del torneo.

### Nazionale
Durante il periodo universitario entra a far parte della nazionale statunitense, raccogliendo qualche convocazione tra il 2001 ed il 2003.

## Palmarès

### Club
- NVA: 1

2018

### Premi individuali
- 2003 - All-America Second Team
- 2004 - Liga de Voleibol Superior Masculino: Offensive Team
- 2006 - A' katīgoria: MVP
- 2007 - A' katīgoria: MVP
- 2007 - Liga de Voleibol Superior Masculino: MVP della regular season
- 2015 - Liga de Voleibol Superior Masculino: MVP della regular season
- 2015 - Liga de Voleibol Superior Masculino: All-Star Team
- 2018 - NVA: Miglior opposto